# Lucien Capet

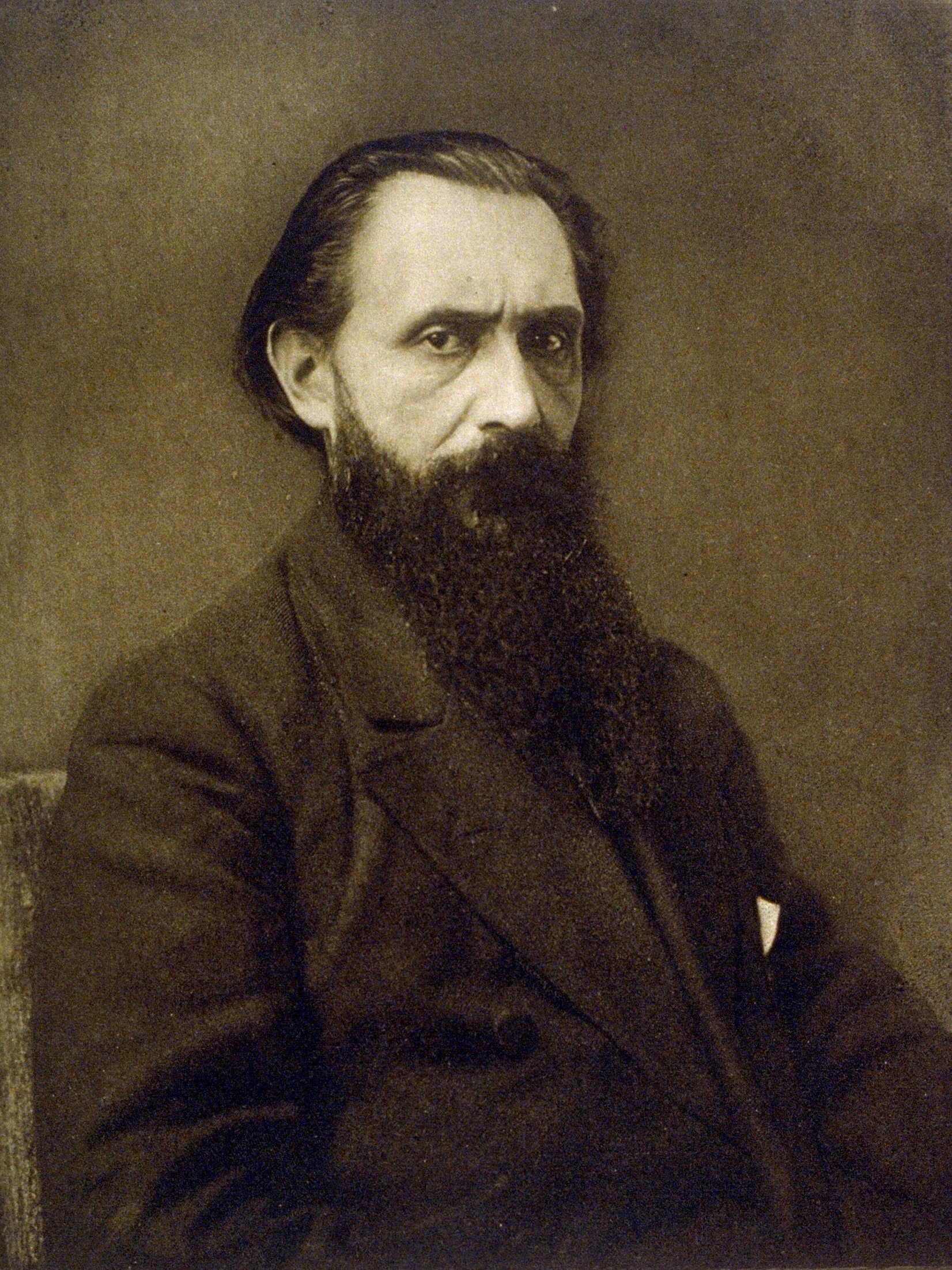
Ritratto di Lucien Capet.

Lucien Capet (Parigi, 8 gennaio 1873 – Parigi, 18 dicembre 1928) è stato un violinista e compositore francese, nonché pedagogo di valore. Il cognome Capet è legato alla dinastia che regnò in Francia dal X al XVIII secolo: Luigi XVI venne chiamato Louis Capet ai tempi della rivoluzione francese. Nonostante il fatto che portasse il nome di Luigi XVI, Capet proveniva da una famiglia del proletariato parigino. Dall'età di quindici anni dovette provvedere al mantenimento di se stesso suonando nei caffè e nei bistrot di Parigi..

## Biografia
Studiò al Conservatoire de Paris dove fu un allievo di Jean-Pierre Maurin. Dopo il diploma si esibì con le più importanti orchestre francesi. Fra il 1896 ed il 1899 fu il primo violino dell'Orchestre Lamoureux.
Insegnò poi violino alla Société Sainte-Cécile di Bordeaux (1899-1903).
Fra i suoi allievi importanti si ricordano Jascha Brodsky  e Ivan Galamian, entrambi i quali divennero poi i più influenti insegnanti di violino dell'ultima metà del XX secolo.
Fra gli studenti di Jascha Brodsky vi furono: Hilary Hahn, Joseph de Pasquale, Leila Josefowicz, Joey Corpus, Juliette Kang, Judith Ingolfsson, Herbert Greenberg e Chin Kim.
Ivan Galamian ebbe invece come allievi Dorothy Delay (che divenne suo assistente), Michael Rabin, Itzhak Perlman, Pinchas Zukerman, Isidor Lateiner, Kyung-wha Chung, Glenn Dicterow, David Nadien, Jaime Laredo, Arnold Steinhardt, Charles Castleman, Miriam Fried, James Buswell, Sergiu Luca, Charles Treger, Ani e Ida Kavafian, Kaoru Kakudo, Ray Dotoratos, Chin Kim, Eugene Fodor, Daniel Phillips, Berl Senofsky, Betty Jean Hagen, Young Uck Kim, Stuart Canin, Eugene Sarbu, Dong-Suk Kang, Gregory Fulkerson, Simon Standage, e Kate Stenberg del Del Sol Quartet.
Lucien Capet ebbe una grande carriera da solista e musicista da camera e fondò il Capet Quartet
nel 1893. Il quartetto realizzò diverse incisioni dei quartetti di Beethoven e di altri pezzi romantici e classici. Capet fu anche un celebre maestro di violino, noto specialmente per la sua tecnica della cavata.
"Scrisse un libro su "Tecnica superiore della cavata" che è il trattato definitivo su tutti gli aspetti della tecnica della cavata per il violino. Scritto da Lucien Capet, ne è disponibile una nuova ristampa (tradotta in lingua inglese dal francese da Margaret Schmidt ed edito da Stephen Shipps), costituita da un volume di 187 pagine .
Lucien Capet lavorò a stretto contatto con il costruttore di archetti Joseph Arthur Vigneron per sviluppare un modello di archetto denominato Lucien Capet. Il disegno di Vigneron a forma triangolare con gli spigoli smussati che conferiva all'archetto una maggiore stabilità per merito di un baricentro più basso." Gennady Filimonov
(Alberto Bachmann, 1925.)

## Composizioni
- Le Rouet, poema sinfonico,
- Prélude religieux per orchestra,
- Devant la mer per voce e orchestra  ,
- Poème per violino & orchestra
- 5 quatuors à cordes,
- 2 sonates violino & pianoforte
- 6 études per violino

## Registrazioni
(realizzate dal c.1925-1930)
- Beethoven: Quartet in A major op 18 no 5 (Columbia Records, D 1659-62).
- Beethoven: Quartet in F major op 59 no 1 (Col. D 15065-70).
- Beethoven: Quartet in E flat major 'Harp', op 74 (Col., L 2248-51).
- Beethoven: Quartet in C sharp minor, op 131 (Col., L 2283-87).
- Beethoven: Quartet in A minor, op 132 (Col., L 2272-76).
- Mozart: Quartet in C major K 465 (Col., L 2290-93).
- Schumann: Quartet in A minor op 41 no 1 (Col., L 2329-31).
- Debussy: Quartet in G minor op 10 (1893) (Col., D 15085-8).
- Franck: Quintet in F minor, con Marcel Ciampi (pno) (Col., D 15102-6).
- Haydn: Quartet in D major op 64 no 5 'Lark' (Col., D 13070-2).
- Ravel: Quartet in F major (Col., D 15057-60).
- Schubert: Quartet in D minor 'Death and the Maiden' (Col. D 15053-6).

## Scritti
- Lucien Capet, La Technique supériore de l'Archet, Preface by Henri Expert, Paris, Maurice Senart, 1925